# Parque Marinha do Brasil
El Parque Marinha do Brasil es un parque ubicado en la ciudad de Porto Alegre, estado de Rio Grande do Sul, fue inaugurado el 9 de diciembre de 1978.
Tiene una superficie de 70 hectáreas. Está situado en la avenida Borges de Medeiros, en el barrio Praia de Belas.
Presenta una notable variedad de árboles y arbustos. Conecta el centro de Porto Alegre con la zona sur de la ciudad. En este parque se practican deportes como e atletismo, ciclismo, fútbol 7, gimnasia y basquetbol.

## Jardín de las Esculturas
El 12 de octubre de 1997, durante a primera edición de la Bienal del Mercosur, se inauguró en el Parque Marina de Brasil el primero y único "jardín de esculturas" de la ciudad, a fin de propiciar la convivencia entre el Arte y la comunidad en un espacio público.
Formado por un acervo de diez obras, el Jardín de las Esculturas reúne trabajos de artistas latino-americanos, tales como Amilcar de Castro, Aluisio Carvão, Francisco Stockinger, Franz Weissmann y Carlos Fajardo de Brasil; Ennio Iommi, Julio Pérez Sanz y Hernan Dompé de Argentina; Francine Secretan y Ted Carrasco de Bolivia. Todas las esculturas fueron construidas a partir de materiales durables, como piedra, acero, cemento y ladrillos, que fueron donadas por sus respectivos creadores a la Fundación Bienal de Artes Visuales del Mercosur. 
Así como varios monumentos y predios históricos de Porto Alegre, muchas de las esculturas sufren actos de vandalismo.